# Trachyrhachys
Trachyrhachys är ett släkte av insekter. Trachyrhachys ingår i familjen gräshoppor.
Kladogram enligt Catalogue of Life:
| Trachyrhachys | \| \| Trachyrhachys aspera \| \| \| \| \| \| Trachyrhachys coronata \| \| \| \| \| \| Trachyrhachys funeralis \| \| \| \| \| \| Trachyrhachys kiowa \| \| \| \| |
|               | \| \| Trachyrhachys aspera \| \| \| \| \| \| Trachyrhachys coronata \| \| \| \| \| \| Trachyrhachys funeralis \| \| \| \| \| \| Trachyrhachys kiowa \| \| \| \| |
|               | Trachyrhachys aspera |
|               | |
|               | Trachyrhachys coronata |
|               | |
|               | Trachyrhachys funeralis |
|               | |
|               | Trachyrhachys kiowa |
|               | |